# Francesco Lombardo
Francesco Lombardo, conosciuto in lingua siciliana come Cicciu Ummardu (Favara, 14 marzo 1896 – Favara, 30 luglio 1921), è stato un militare e criminale italiano.

## Biografia
Nacque a Favara il 14 marzo 1896 da Antonio e Carmela Argento. Proveniva da una famiglia radicata e appartenente a ceppi piuttosto agiati, già presenti negli anni 1600. Conosciuto con l'appellativo dialettale, Cicciu Ummardu, dopo aver lasciato presto le scuole, trovò lavorò come falegname. Nell'aprile del 1918 si fidanzò con Assunta Airò Farulla e il 18 maggio di quell'anno fecero la promessa di matrimonio in chiesa.

### Inizi criminali
Nel 1914, durante le indagini per un incidente che avvenne nella zona vicino alla casa Lombardo, l'allora vice commissario Mario Caso, sentendo tutte le possibili testimonianze, interrogò anche i suoi tre fratelli. Quando toccò a lui, restò incerto e titubante tanto da volerlo sentire un'altra volta. Temendo il possibile sospetto del commissario nei suoi confronti e quindi della sua implicazione nell'omicidio, trasformato poi in incidente, Francesco si diede alla latitanza, iniziata nella primavera di quell'anno. La sua fuga terminò tra il febbraio e il marzo 1917, quando grazie all'aiuto dei fratelli e di un amico ritornò ad essere libero.

### Entrata in guerra
Dopo la battaglia di Caporetto, venne chiamato alle armi e internato con i volontari del 1899. Lì contrasse il tracoma agli occhi e per questo ottenne la licenza per lasciare l'esercito.

### Ascesa criminale
A partire dal 1919, ormai guarito dalla malattia agli occhi, venne coinvolto in numerosi fatti di sangue che per lo più erano ritorsioni nei suoi confronti o semplici prese di potere; uno di questi, forse uno dei più efferati, fu quello dell'uccisione di un giovane, dopo avergli reciso le orecchie, poiché quest'ultimo si serviva del suo nome per rubare il denaro. Era il 29 luglio 1921.

### Uccisione
Fu ucciso la notte del giorno dopo, tramite strangolamento, in una campagna poco distante dal centro abitato. Successivamente fu nascosto in una fossa nei pressi di un albero di pistacchio. Due giorni dopo fu ucciso il fratello Michele, il cui corpo venne ritrovato quasi un mese dopo, all'interno di un pozzo.

## Fonte
- Lombardo Francesco - Biografia, su favara.biz. URL consultato il 10 maggio 2013 (archiviato dall'url originale il 24 febbraio 2015).